# Cólico de Devon

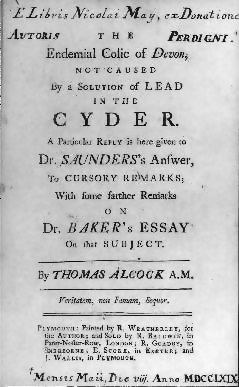
Una refutación a las afirmaciones de que el cólico fue causado por el envenenamiento por plomo de la sidra, escrita por un fabricante de sidra

El cólico de Devon fue una condición que afectó a la gente del condado inglés de Devon durante partes de los siglos XVII y XVIII, antes de que se descubriera que era un envenenamiento por plomo.

## Historia
El primer relato escrito del cólico viene de 1655. Los síntomas comenzaron con severos dolores abdominales y esta condición era ocasionalmente fatal. La sidra es la bebida tradicional de los devonianos, y la conexión entre el cólico y la bebida de la sidra se ha observado durante muchos años. La condición se atribuía comúnmente a la acidez de la bebida.
La publicación de William Musgrave De artritide síntomaatica (2.ª ed., 1715) incluyó la primera descripción científica del «cólico de Devonshire», al que más tarde se refirieron John Huxham y Sir George Baker.
Sin embargo, la causa precisa no fue descubierta hasta la década de 1760 cuando el doctor George Baker planteó la hipótesis de que el envenenamiento por plomo en la sidra era el culpable. Observó que los síntomas del cólico eran similares a los del envenenamiento por plomo. Señaló que el plomo se utilizaba en el proceso de elaboración de la sidra tanto como componente de las prensas de sidra como en forma de chorro de plomo que se utilizaba para limpiarlas. También realizó pruebas químicas para demostrar la presencia de plomo en el zumo de manzana de Devon.
La publicación de sus resultados provocó una reacción hostil de los fabricantes de sidra, deseosos de defender su producto. Una vez que las conclusiones de Baker fueron aceptadas y se emprendió la eliminación del plomo de las prensas de sidra, el cólico disminuyó. Para 1818, el hijo de Baker informó que «apenas se sabía que existía» en Devon.

## Cólico de Poitou
Una enfermedad con síntomas idénticos se describió en Poitou, en el oeste de Francia, en una obra de 1616 de François Citois. Se conocía en fuentes inglesas como «cólico de Poitou». Asimismo, se demostró que era una forma de envenenamiento por plomo en una publicación de 1757 de Théodore Tronchin de Ginebra.